# Анжела Бізлі Старлінг
Анжела Бізлі Старлінг (англ. Angela Beesley Starling; нар. 3 серпня 1977, Норідж, Велика Британія; до 2008 року відома як Анджела Бізлі) — британська інтернет-підприємиця. Засновниця (поряд із Джімбо), віцепрезидент зі зв'язків із спільнотою, а також стюард проєкту «Вікія». З червня 2004 по липень 2006 року входила до ради опікунів, з 2006 — до комітету з комунікацій (ComCom) Фонду Вікімедіа. Також вона очолює консультативне правління Фонду. 

## Особисте життя
Одружена з програмістом Тімом Старлінгом, автором логічного розширення для движка MediaWiki, до якого переїхала в 2005 році на постійне проживання в Австралію, на Центральне узбережжя штату Новий Південний Уельс, неподалік Сіднея. Дочки Евелін, Гейзел та Лідія.

## Інші вебсайти
- https://a.nge.la [Архівовано 31 березня 2022 у Wayback Machine.]